# Kazimierz Gurda
Kazimierz Gurda (ur. 20 sierpnia 1953 w Książnicach Wielkich) – polski duchowny rzymskokatolicki, doktor nauk teologicznych i patrystycznych, rektor Wyższego Seminarium Duchownego w Kielcach w latach 1998–2005, biskup pomocniczy kielecki w latach 2005–2014, biskup diecezjalny siedlecki od 2014, delegat apostolski ds. obrządku bizantyńsko-słowiańskiego od 2014.

## Życiorys
Urodził się 20 sierpnia 1953 w Książnicach Wielkich. Pochodzi z tej samej rodziny, co inny biskup pomocniczy kielecki – Jan Gurda. W 1972 ukończył Liceum Ogólnokształcące w Proszowicach i złożył egzamin dojrzałości. W latach 1972–1978 studiował w Wyższym Seminarium Duchownym w Kielcach. Święceń prezbiteratu udzielił mu 11 czerwca 1978 w kościele w Kazimierzy Małej biskup diecezjalny kielecki Jan Jaroszewicz. Inkardynowany został do diecezji kieleckiej. Studia specjalistyczne odbył w Instytucie Patrystycznym Augustinianum przy Uniwersytecie Laterańskim w Rzymie. W 1985 uzyskał licencjat, a w 1988 doktorat z teologii i patrystyki.
W latach 1978–1979 pracował jako wikariusz w parafii św. Jana Apostoła i Ewangelisty w Pińczowie, a w latach 1979–1981 w parafii św. Józefa Oblubieńca Najświętszej Maryi Panny w Bielinach. W latach 1996–1998 był proboszczem parafii św. Józefa w Zagnańsku. W 1989 został zatrudniony w Wyższym Seminarium Duchownym w Kielcach jako wykładowca patrologii i języka łacińskiego oraz ojciec duchowny alumnów I i II roku. W latach 1998–2005 sprawował urząd rektora kieleckiego seminarium. W 1994 został obrońcą węzła w trybunale diecezjalnym. W 1998 wszedł w skład rady kapłańskiej. Otrzymał godność kapelana Jego Świątobliwości.
18 grudnia 2004 papież Jan Paweł II mianował go biskupem pomocniczym diecezji kieleckiej ze stolicą tytularną Cusira. Święcenia biskupie otrzymał 5 lutego 2005 w katedrze w Kielcach. Udzielił mu ich biskup diecezjalny kielecki Kazimierz Ryczan z towarzyszeniem emerytowanego biskupa diecezjalnego radomskiego Edwarda Materskiego i biskupa pomocniczego kieleckiego Mariana Florczyka. Jako zawołanie biskupie przyjął słowa Jesu in Te confido (Jezu ufam Tobie). W kurii diecezjalnej objął urząd wikariusza generalnego, został dyrektorem Wydziału Duszpasterstwa Ogólnego, przewodniczącym diecezjalnej Rady Ekumenicznej oraz cenzorem pism, publikacji i programów radiowych. Należał także do kolegium konsultorów, rady kapłańskiej i rady duszpasterskiej.
Decyzją papieża Franciszka 16 kwietnia 2014 został przeniesiony na urząd biskupa diecezjalnego diecezji siedleckiej. Diecezję objął kanonicznie 23 maja 2014, a 24 maja 2014 odbył ingres do katedry Niepokalanego Poczęcia Najświętszej Maryi Panny w Siedlcach. W 2014 został delegatem apostolskim ds. obrządku bizantyńsko-słowiańskiego.
W ramach Konferencji Episkopatu Polski objął funkcję przewodniczącego Komisji ds. Instytutów Życia Konsekrowanego i Stowarzyszeń Życia Apostolskiego, został członkiem Komisji Mieszanej Biskupi – Wyżsi Przełożeni Zakonni i Rady Ekonomicznej. Ponadto wszedł w skład  Komisji Rewizyjnej Fundacji „Dzieło Nowego Tysiąclecia”.
W 2020 konsekrował biskupa pomocniczego siedleckiego Grzegorza Suchodolskiego.

## Wyróżnienia
W 2006 nadano mu honorowe obywatelstwo gminy Koszyce.